# Monroeville (Alabama)
Pour les articles homonymes, voir Monroeville.
Monroeville est une ville du Comté de Monroe, Alabama, États-Unis. Lors du recensement de 2010, la population s'élevait à 6 519 habitants. La ville est le siège du Comté de Monroe.

## Géographie
Monroeville est située à 31° 31′ 05″ N, 87° 19′ 39″ O.
Selon le Bureau du recensement des États-Unis, la ville a une superficie totale de 33,8 kilomètres carrés (13,1 sq mi), dont 33,8 km2 (13,1 sq mi), de superficie terrestre et 0,08 % pour les plans d'eau.

## Démographie
Lors du recensement de 2000, il y avait 6 862 habitants, 2 687 foyers et 1 870 familles résidant dans la ville. La densité de population s'élevait à 203,0 habitants par kilomètre carré (525,8/sq mi). Il y avait 3 016 habitations, soit une densité moyenne de 89,2 au kilomètre carré (231,1/sq mi). La composition raciale de la ville était : 53,09 % de Blancs, 44,84 % de Noirs, 0,38 % d'Amérindiens, 0,58 % d'Asiatiques, 0,15 % d'autres races? et 0,96 % de deux races? ou plus. 0,90 % de la population était des Hispaniques de diverses origines.
Il y avait 2 687 foyers, dont 34,3 % avec des enfants de moins de 18 ans, vivant au foyer. 48,0 % étaient des couples mariés vivant ensemble, 18,9 % comportaient une mère de famille vivant sans mari, et 30,4 % ne constituaient pas des familles. 28,0 % des foyers comportaient un seul individu, dont 11,7 % de 65 ans ou plus. La taille moyenne d'un foyer était de 2,46 personnes et la taille moyenne d'une famille de 3,04 personnes.
| 1880 | 1900 | 1910 | 1920  | 1930  | 1940  | 1950  | 1960  |
| ---- | ---- | ---- | ----- | ----- | ----- | ----- | ----- |
| 122  | 422  | 616  | 1 017 | 1 355 | 1 724 | 2 772 | 3 632 |

| 1970  | 1980  | 1990  | 2000  | 2010  | - | - | - |
| ----- | ----- | ----- | ----- | ----- | - | - | - |
| 4 846 | 5 674 | 6 993 | 6 862 | 6 519 | - | - | - |

## Personnalités liées à la commune
- Truman Capote (1924-1984), écrivain américain, élevé à Monroeville.
- Harper Lee (1926-2016), écrivain américaine, née et morte à Monroeville.

Ces deux grandes plumes américaines vivaient à quelques rues d'écart l'une de l'autre à Monroeville.